# アシェン光
アシェン光（アシェンこう、英: Ashen light）は、金星の夜の部分で観測されるという報告がなされた発光現象。アシェン光の原因は2017年現在も解明されておらず、その有無も含め、様々な仮説が立てられている。

## 概要

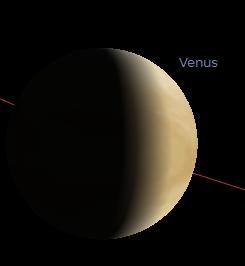
金星の夜の部分で観測されたという。

地球から見て金星が西方最大離角や東方最大離角に位置する場合、金星は三日月状に見える。その太陽の光が当たっていない夜の側でアシェン光が観測されると主張される。
1643年1月9日にイタリアの天文学者ジョヴァンニ・バッティスタ・リッチョーリによって初めて観測されたという記録が残る。以後、ウィリアム・ハーシェルも観測者に名を連ね、現代の天文学者にも観察したという報告がある。しかし常時観測されるわけではなく、間違いだという意見もある。
アメリカのパイオニア・ヴィーナス計画や、旧ソ連のベネラ計画などの探査機が金星に接近したときはまったく観測されなかった。

## 考えられる原因
アシェン光の原因は解明されておらず、さまざまな仮説が立てられている。
当初は地球照と同じような原因ではないかと考えられていたが、地球と金星はあまりに遠く、金星に衛星は存在しないため、衛星による太陽光の反射という考えは捨てられている。他には金星大気中の雷光であるという説、金星大気上空のオーロラであるという説がある。だとしても金星には磁場が存在しないため、オーロラは発生しないという反論がある。
現在、広く受け入られている仮説は、太陽の紫外線が大気圏上部の二酸化炭素を一酸化炭素と酸素に分離し、この酸素が緑色に発光しているのではないかというものである。